# Route nationale 5a
La route nationale 5a (RN 5a o N 5a) è stata una strada nazionale francese del dipartimento del Somme che partiva da La Cure, frazione del comune di Les Rousses e terminava alla frontiera con la Svizzera dopo Bois-d'Amont. Istituita nel 1869, nel 1972 venne completamente declassata a D415.
Nel suo percorso, dal paese di La Cure scendeva nella valle del Bief Noir in direzione nord-est. Per tutto il tragitto correva parallela al confine svizzero, mentre sulla sinistra si lasciava il Lac des Rousses per poi rimanere nella valle dell'Orbe. Attraversata Bois-d'Amont, raggiungeva il confine svizzero oltre il quale si estende la valle di Joux.